# Сентрејлија (Канзас)
Сентрејлија (енгл. Centralia) град је у америчкој савезној држави Канзас.

## Демографија
По попису из 2010. године број становника је 512, што је 22 (-4,1%) становника мање него 2000. године.
| Група             | 2000.       | 2010.       |
| Белци             | 505 (94,6%) | 474 (92,6%) |
| Афроамериканци    | 1 (0,2%)    | 6 (1,2%)    |
| Азијати           | 0 (0,0%)    | 4 (0,8%)    |
| Хиспаноамериканци | 15 (2,8%)   | 13 (2,5%)   |
| Укупно            | 534         | 512         |